# 3277 Aaronson
Aaronson (asteroide 3277) é um asteroide da cintura principal, a 2,2791474 UA. Possui uma excentricidade de 0,2734782 e um período orbital de 2 029,46 dias (5,56 anos).
Aaronson tem uma velocidade orbital média de 16,8163165 km/s e uma inclinação de 8,57717º.
Este asteroide foi descoberto em 8 de Janeiro de 1984 por Edward Bowell.
O seu nome é uma homenagem ao astrónomo norte-americano Marc Aaronson.